# Team China (Superleague Formula)
Team China is een Chinees racingteam dat deelneemt aan de Superleague Formula, soortgelijk aan de A1 Team China uit de A1 Grand Prix. In de twee Chinese rondes op Ordos en Shunyi in 2010 zal het team deelnemen. Het team is niet strikt gebaseerd op een voetbalclub, maar mocht toch racen en is gebaseerd op het Chinese nationale voetbalelftal. Het team zal gerund worden door Atech GP/Reid Motorsport en de auto wordt gereden door thuiscoureur Qinghua Ma.
Actief in 2011: RSC Anderlecht · Atlético Madrid · Team Australië · Team Brazilië · Team China · Team Engeland · Galatasaray SK · Girondins de Bordeaux · Team Japan · Team Luxemburg · Team Nederland · Team Nieuw-Zeeland · PSV Eindhoven · Team Rusland · Sparta Praag · Team Zuid-Korea
Niet actief: Al Ain FC · FC Basel · Beijing Guoan · Borussia Dortmund · SC Corinthians Paulista · Clube de Regatas do Flamengo · Liverpool FC · FC Midtjylland · AC Milan · Olympiakos Piraeus · Olympique Lyonnais · FC Porto · Glasgow Rangers · AS Roma · Sevilla FC · Sporting Clube de Portugal · Tottenham Hotspur FC